# Ahmad Šafík
Ahmad Šafík (arabsky احمد محمد شفيق‎, ‎* 25. listopadu 1941, Káhira) je bývalý egyptský politik, v roce 2011 byl krátce premiérem. V letech 1996-2002 byl velitelem Egyptského vojenského letectva a od 18. září 2002 do 29. ledna 2011 byl ministrem civilního letectví.
Do funkce premiéra jej jmenoval prezident Muhammad Husní Mubarak 29. ledna 2011 během nepokojů v roce 2011. Již 3. března rezignoval a ve funkci jej nahradil Essam Šaraf. V roce 2012 kandidoval na prezidenta, ve druhém kole voleb jej však porazil Muhammad Mursí.

## Život
Šafík se narodil v Káhiře v roce 1941 a v roce 1961, hned po dokončení egyptské vojenské letecké školy, vstoupil do egyptského vojenského letectva. Účastnil se Vyčerpávací války v letech 1967 až 1970 a Jomkipurské války v roce 1973, ve které údajně 14. října sestřelil dvě izraelská letadla. Během čtyřicetileté kariéry vojenského pilota létal mimo jiné na letounech MiG-17, MiG-21 a Dassault Mirage 2000. Byl také aktivní v armádním akrobatickém týmu.
Coby ministr civilního letectví řešil problémy státních aerolinií EgyptAir a provedl modernizaci letecké infrastruktury, zejména egyptských civilních letišť v Káhiře a Šarm aš-Šajchu.